# Konya İdman Yurdu
Il Konya İdman Yurdu è stato una società calcistica di Konya, città della Turchia, fondato nel 1923 e sciolto nel 1981.

## Storia
Fondato il 3 luglio 1923, il club ottenne subito successo nel campionato regionale di Konya, qualificandosi, negli anni '30 e  '40 del XX secolo, per il campionato nazionale del periodo 1924-1951. 
Il Konya İdman Yurdu venne sciolto nel 1981, contestualmente alla fusione con il Konyaspor, che dopo la fusione abbandonò il bianco e il nero e adottò come colori sociali il bianco e il verde, che erano usati dalla defunta società.

## Partecipazione ai campionati
- Campionato turco (1924-1951): 1927, 1932, 1933, 1934, 1935
- TFF 1. Lig: 1971-1981
- TFF 2. Lig: 1967-1971

## Palmarès

### Competizioni nazionali
- TFF 3. Lig: 1

1970-1971

## Stadio
Il club giocava le gare casalinghe allo stadio Atatürk di Konya, che può contenere 20.000 posti a sedere.